# Papel de arroz

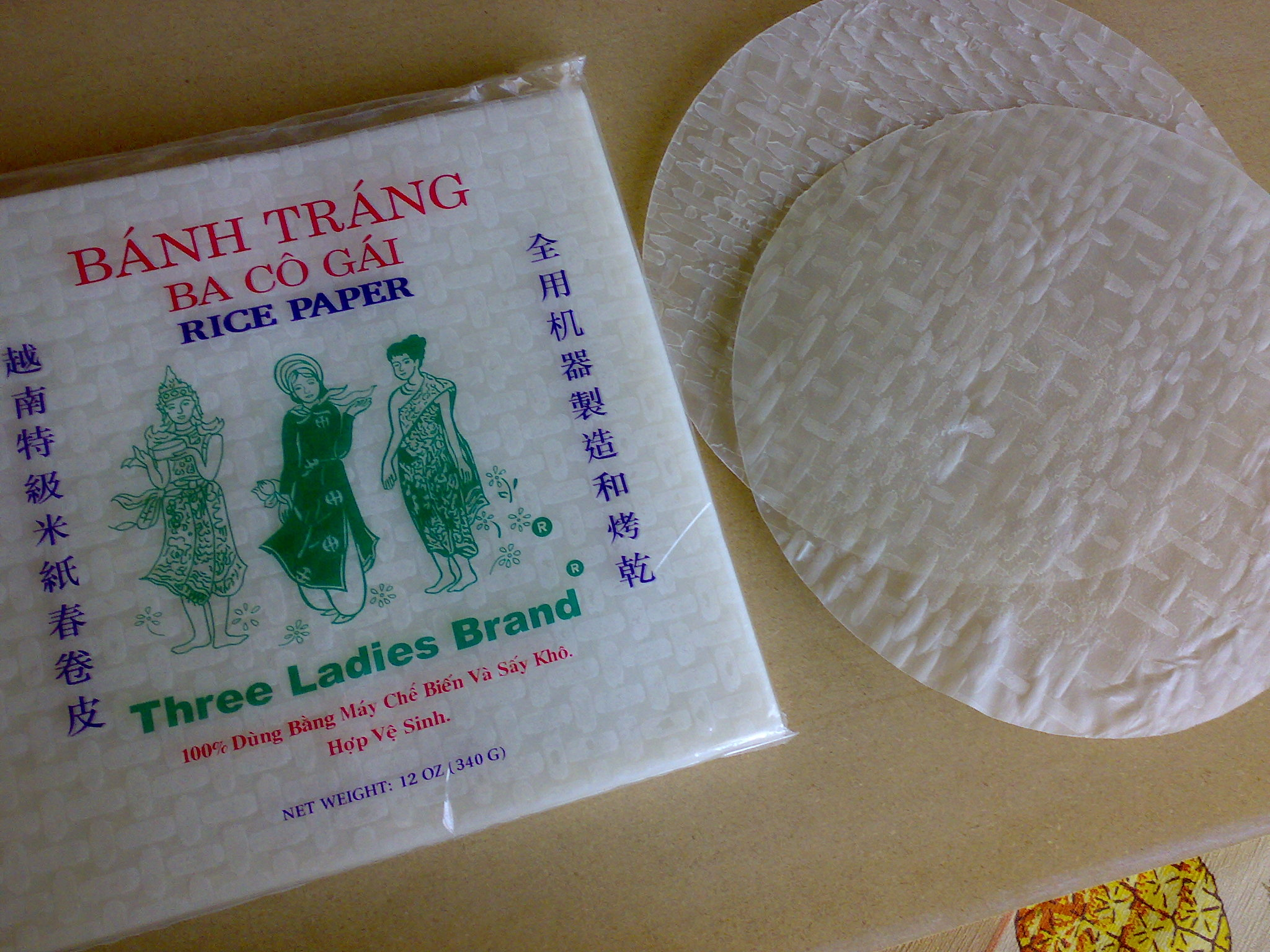
Papel de arroz

Papel de arroz é um termo que engloba colectivamente vários materiais da Ásia Oriental semelhantes ao papel e feitos a partir de diversas plantas.

## Características
Em contextos diferentes, papel de arroz pode referir-se a:
Caroço de Tetrapanax papyrifer seco, descascado e fino: um material de "papel" usado frequentemente no fim do século XIX em Guangdong, China como um meio de suporte para pinturas em guache vendidos a clientes Ocidentais da época. O termo foi primeiramente usado em inglês no dictionário Chinês-Inglês de Robert Morrison que se referiu ao uso de plants medicinais chinesas como material para pinturas, assim como para fazer flores artificiais e solas de sapatos.
Papel Xuan feito a partir de Broussonetia papyrifera: O papel tradicional originário da China antiga e que tem sido usado durante séculos na China, Japão, Coreia e Vietname para a escrita, arte e arquitectura.
Vários papéis à base de polpa: Podem ser feitos a partir da cana de arroz  ou outras plantas como cânhamo e bambu.
Lâminas de amido seco de várias espessuras e texturas: Estas lâminas de papel comestível têm algumas propriedades de polpa de papel e pode ser feito a partir do amido de várias plantas, mas normalmente a partir do amido da batata ou do arroz. São conhecidos como banh trang, usados na culinária do Vietname.